# Театр (фільм, 1921)
Театр (англ. The Playhouse) — американська короткометражна кінокомедія Едварда Клайна 1921 року з Бастером Кітоном в головній ролі.

## Сюжет
У цій картині Бастер Кітон грає відразу всіх членів трупи, глядачів і недисципліновану мавпочку (з'являючись в одній з сцен одночасно в дев'яти ролях).

## У ролях
- Бастер Кітон — аудиторія / оркестр / містер Браун
- Едвард Клайн — тренер мавпочки
- Вірджинія Фокс — близнюк
- Джо Мерфі
- Джо Робертс